# Coupe des Pays-Bas de football 1926-1927
Navigation
Coupe des Pays-Bas 1925-1926 Coupe des Pays-Bas 1927-1928
La Coupe des Pays-Bas de football 1926-1927, nommée la KNVB Beker, est la 25e édition de la Coupe des Pays-Bas.

## Déroulement de la compétition
Tous les tours se jouent en élimination directe. À chaque tour, un tirage au sort est effectué pour déterminer les adversaires.

## Finale
La finale se joue le 19 juin 1927 à Arnhem, le VUC La Haye bat le Vitesse Arnhem 3 à 1 et remporte son premier titre.